# Função diferenciável

Uma função diferenciável

Em matemática, uma função diferenciável de uma variável real é uma função cuja derivada existe em cada ponto de seu domínio. Em outras palavras, o gráfico de uma função diferenciável tem uma reta tangente que não é vertical em cada ponto interior de seu domínio. Uma função diferenciável é suave (a função é bem aproximada localmente como uma função linear em cada ponto interior) e não contém nenhuma quebra, ângulo, ou cúspide.
Se x0 é um ponto interior no domínio de uma função f, então f é dita diferenciável em x0 se a derivada {\displaystyle f'(x_{0})} existe. Em outras palavras, o gráfico de f tem uma reta tangente não vertical no ponto (x0, f(x0)). f diz-se diferenciável em U se é diferenciável em cada ponto de U. f diz-se continuamente diferenciável se sua derivada também é uma função contínua sobre o domínio da função {\textstyle f}. De um modo geral, diz-se que f é da classe {\displaystyle C^{k}} se suas primeiras {\textstyle k} derivadas {\displaystyle f^{\prime }(x),f^{\prime \prime }(x),\ldots ,f^{(k)}(x)} existem e são contínuas no domínio da função {\textstyle f}.
Para uma função multivariável, como mostrado aqui, a diferenciabilidade dela é algo mais complexo do que a existência das derivadas parciais dela.

## Diferenciabilidade de funções reais de uma variável
Uma função {\displaystyle f:U\to \mathbb {R} }, definida em um conjunto aberto {\textstyle U\subset \mathbb {R} }, é dita diferenciável em um {\displaystyle a\in U} se a derivada
{\displaystyle f'(a)=\lim _{h\to 0}{\frac {f(a+h)-f(a)}{h}}=\lim _{x\to a}{\frac {f(x)-f(a)}{x-a}}}
existe. Isso implica que a função é contínua em a.
Esta função f é dita diferenciável em U se for diferenciável em cada ponto de U. Neste caso, a derivada de f é, portanto, uma função de U em {\displaystyle \mathbb {R} }.
Uma função contínua não é necessariamente diferenciável, mas uma função diferenciável é necessariamente contínua (em todos os pontos onde é diferenciável) como mostrado abaixo (na seção Diferenciabilidade e continuidade). Diz-se que uma função é continuamente diferenciável se sua derivada também é uma função contínua; existem funções que são diferenciáveis, mas não continuamente diferenciáveis, (um exemplo é dado na seção Classes de diferenciabilidade).

### Semi-diferenciabilidade
A definição acima pode ser estendida para definir a derivada em pontos de contorno. A derivada de uma função {\textstyle f:A\to \mathbb {R} } definida em um subconjunto fechado {\textstyle A\subsetneq \mathbb {R} } dos números reais, avaliados em um ponto de contorno {\textstyle c}, pode ser definida como o seguinte limite unilateral, onde o argumento {\textstyle x} se aproxima de {\textstyle c} tal que está sempre dentro de {\textstyle A}:
{\displaystyle f'(c)=\lim _{\scriptstyle x\to c \atop \scriptstyle x\in A}{\frac {f(x)-f(c)}{x-c}}}
Para que {\textstyle x} permaneça dentro de {\textstyle A}, que é um subconjunto dos reais, segue-se que este limite será definido como:
{\displaystyle f'(c)=\lim _{x\to c^{+}}{\frac {f(x)-f(c)}{x-c}}\quad {\text{ou}}\quad f'(c)=\lim _{x\to c^{-}}{\frac {f(x)-f(c)}{x-c}}}

## Diferenciabilidade e continuidade

A função de valor absoluto é contínua (ou seja, não tem lacunas). É diferenciável em todos os lugares, exceto no ponto x = 0, onde faz uma curva fechada ao cruzar o eixo y.

Uma cúspide no gráfico de uma função contínua. Em zero, a função é contínua, mas não diferenciável

Se f é diferenciável em um ponto x0, então f também deve ser contínua em x0. Em particular, qualquer função diferenciável deve ser contínua em todos os pontos de seu domínio. O inverso não é válido: uma função contínua não precisa ser diferenciável. Por exemplo, uma função com dobra, cúspide pode ser contínua, mas não diferenciável no local da anomalia.
A maioria das funções que ocorrem na prática tem derivadas em todos os pontos ou em quase todos os pontos. No entanto, um resultado de Stefan Banach afirma que o conjunto de funções que possuem uma derivada em algum ponto é um conjunto escasso no espaço de todas as funções contínuas. Informalmente, isso significa que funções diferenciáveis são muito atípicas entre funções contínuas. O primeiro exemplo conhecido de uma função contínua em todos os lugares, mas diferenciável em nenhum lugar, é a função de Weierstrass.

## Classes de diferenciabilidade

Funções diferenciáveis podem ser aproximadas localmente por funções lineares

A função com para e é diferenciável. No entanto, esta função não é continuamente diferenciável

Uma função {\textstyle f} é dita continuamente diferenciável se a derivada {\textstyle f^{\prime }(x)} existe e é ela própria uma função contínua. Embora a derivada de uma função diferenciável nunca tenha uma descontinuidade de salto, é possível que a derivada tenha uma descontinuidade essencial. Por exemplo, a função
{\displaystyle f(x)\;=\;{\begin{cases}x^{2}\operatorname {sen}(1/x)&{\text{ se }}x\neq 0\\0&{\text{ se }}x=0\end{cases}}}
é diferenciável em 0, pois
{\displaystyle f'(0)=\lim _{\varepsilon \to 0}\left({\frac {\varepsilon ^{2}\operatorname {sen}(1/\varepsilon )-0}{\varepsilon }}\right)=0}
existe. No entanto, para {\displaystyle x\neq 0}, as regras de diferenciação implicam
{\displaystyle f'(x)=2x\operatorname {sen}(1/x)-\cos(1/x)\;,}
que não tem limite quando {\displaystyle x\to 0}. Assim, este exemplo mostra a existência de uma função que é diferenciável, mas não continuamente diferenciável (ou seja, a derivada não é uma função contínua). No entanto, o teorema de Darboux implica que a derivada de qualquer função satisfaz a conclusão do teorema do valor intermediário.
Da mesma forma como as funções contínuas são consideradas de classe {\displaystyle C^{0}}, as funções continuamente diferenciáveis são às vezes consideradas de classe {\displaystyle C^{1}}. Uma função é de classe {\displaystyle C^{2}} se a primeira e a segunda derivada da função existem e são contínuas. De forma mais geral, diz-se que uma função é de classe {\displaystyle C^{k}} se as primeiras {\displaystyle k} derivadas {\textstyle f^{\prime }(x),f^{\prime \prime }(x),\ldots ,f^{(k)}(x)} todas existem e são contínuas. Se as derivadas {\displaystyle f^{(n)}} existem para todos os inteiros positivos {\textstyle n}, a função é suave ou equivalente, de classe {\displaystyle C^{\infty }}.

## Diferenciabilidade em dimensões superiores
Uma função de várias variáveis reais f: Rm → Rn é dita diferenciável em um ponto x0 se existe um mapa linear J: Rm → Rn tal que:
{\displaystyle \lim _{\mathbf {h} \to \mathbf {0} }{\frac {\|\mathbf {f} (\mathbf {x_{0}} +\mathbf {h} )-\mathbf {f} (\mathbf {x_{0}} )-\mathbf {J} \mathbf {(h)} \|_{\mathbf {R} ^{n}}}{\|\mathbf {h} \|_{\mathbf {R} ^{m}}}}=0}
Se uma função é diferenciável em x0, então todas as derivadas parciais existem em x0, e o mapa linear J é dado pela matriz jacobiana, uma matriz n × m neste caso. Uma formulação semelhante da derivada de dimensão superior é fornecida pelo lema do incremento fundamental encontrado no cálculo de variável única.
Se todas as derivadas parciais de uma função existem na vizinhança de um ponto x0 e são contínuas no ponto x0, então a função é diferenciável naquele ponto x0.
Entretanto, a existência das derivadas parciais (ou mesmo de todas as derivadas direcionais) não garante que uma função seja diferenciável em um ponto. Por exemplo, a função f: R2 → R definida por:
{\displaystyle f(x,y)={\begin{cases}x&{\text{se }}y\neq x^{2}\\0&{\text{se }}y=x^{2}\end{cases}}}
não é diferenciável em (0, 0), mas todas as derivadas parciais e direcionais existem neste ponto. Para um exemplo contínuo, a função
{\displaystyle f(x,y)={\begin{cases}y^{3}/(x^{2}+y^{2})&{\text{se }}(x,y)\neq (0,0)\\0&{\text{se }}(x,y)=(0,0)\end{cases}}}
não é diferenciável em (0, 0), mas novamente todas as derivadas parciais e direcionais existem.

## Diferenciabilidade em análise complexa
Na análise complexa, a diferenciabilidade complexa é definida usando a mesma definição que as funções reais de variável única. Isso é permitido pela possibilidade de dividir números complexos. Assim, uma função {\textstyle f:\mathbb {C} \to \mathbb {C} } é dita diferenciável em {\textstyle x=a} quando:
{\displaystyle f'(a)=\lim _{\underset {h\in \mathbb {C} }{h\to 0}}{\frac {f(a+h)-f(a)}{h}}}
Embora essa definição pareça semelhante à diferenciabilidade de funções reais de variável única, é, no entanto, uma condição mais restritiva. Uma função {\textstyle f:\mathbb {C} \to \mathbb {C} }, que é diferenciável complexa em um ponto {\textstyle x=a} é automaticamente diferenciável nesse ponto, quando vista como uma função {\displaystyle f:\mathbb {R} ^{2}\to \mathbb {R} ^{2}}. Isso ocorre porque a diferenciabilidade complexa implica que:
{\displaystyle \lim _{\underset {h\in \mathbb {C} }{h\to 0}}{\frac {|f(a+h)-f(a)-f'(a)h|}{|h|}}=0}
No entanto, uma função {\textstyle f:\mathbb {C} \to \mathbb {C} } pode ser diferenciável como uma função multivariável, embora não seja diferenciável complexa. Por exemplo, {\displaystyle f(z)={\frac {z+{\overline {z}}}{2}}} é diferenciável em cada ponto, visto como a função real bivariável {\displaystyle f(x,y)=x}, mas não é diferenciável em nenhum ponto porque o limite {\textstyle \lim _{h\to 0}{\frac {h+{\bar {h}}}{2h}}} fornece valores diferentes para diferentes abordagens de 0.
Qualquer função que é complexamente diferenciável na vizinhança de um ponto é chamada de holomorfa naquele ponto. Tal função é necessariamente infinitamente diferenciável e, de fato, analítica.

## Funções diferenciáveis em variedades
Se M é uma variedade diferenciável, uma função real ou de valor complexo f em M é dita diferenciável em um ponto p se for diferenciável em relação a algum (ou qualquer) gráfico de coordenadas definido em torno de p. Se M e N são variedades diferenciáveis, uma função f: M → N é dita diferenciável em um ponto p se for diferenciável em relação a algum (ou qualquer) gráfico de coordenadas definido em torno de p e f(p).